# Французские внутренние силы
Французские внутренние силы (фр. Forces françaises de l'intérieur, FFI) — единые вооружённые силы движения Сопротивления, действовавшие против немецких оккупантов во Франции во время Второй мировой войны.
Созданы в феврале 1944 года как объединение вооружённых формирований деголевской Секретной армии, коммунистических Фран-тирёров и партизан и Организации армейского сопротивления. Формально ФФИ руководил Комитет военных действий (3 человека, из них 2 коммуниста), фактически — назначенный де Голлем генерал Мари-Пьер Кёниг и его штаб. 
На момент объединения, в феврале 1944 года, французские внутренние силы насчитывали 100 000 человек. До 50% ФФИ составляли фран-тирёры и партизаны, которыми руководила Французская компартия.
Единственным опознавательным знаком бойцов ФФи были нарукавные повязки с аббревиатурой FFI на левом рукаве гражданской одежды или различных вариантов униформ.
ФФИ с марта 1944 года сыграла немаловажную роль в подготовке вторжения союзников (операция «Оверлорд») в июне 1944 года и в освобождении Франции в июле-августе. Две трети территории страны были освобождены Французскими внутренними силами. В августе 1944 насчитывали до 500 тысяч человек. Потери ФФИ оцениваются в 14-20 тысяч.
После освобождения страны ФФИ были распущены, а часть личного состава передана в регулярную французскую армию.